# Syratalbrücke

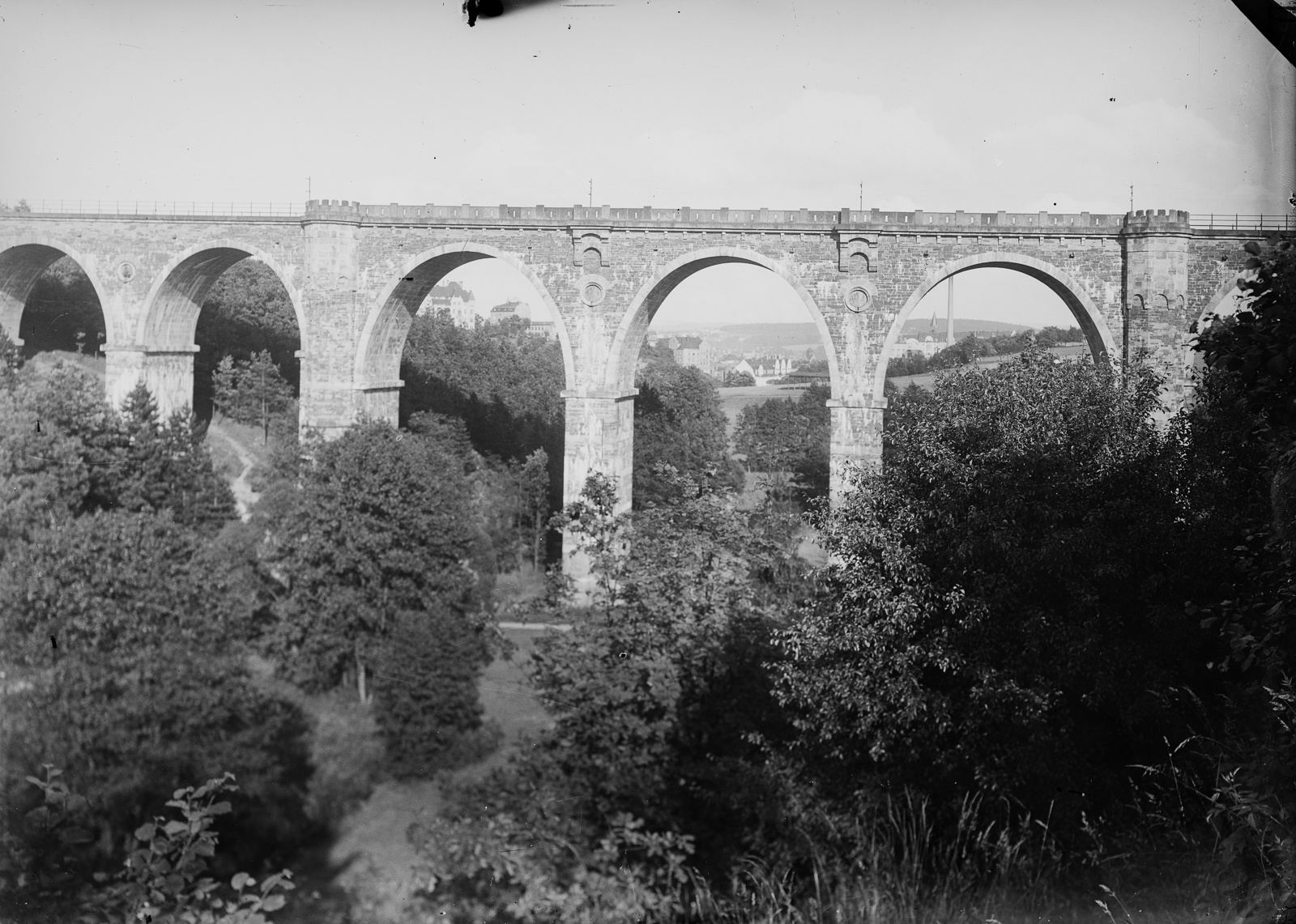
Die Brücke um 1925

Die Syratalbrücke ist eine Eisenbahnbrücke in Plauen.
Die Brücke überspannt den namensgebenden Syrabach im Syratal, darüber führt die Bahnstrecke Plauen–Cheb. Die Grundsteinlegung für das 210 Meter lange Bauwerk fand am 7. Oktober 1871 statt. Die Brücke wurde aus behauenem Granit im metrischen Maßsystem erbaut, wobei die Pfeiler weitgehend in Diabas und die Bogenausmauerung in Sandstein ausgeführt sind.
Die Brücke besitzt elf Bögen. Die lichte Weite der drei mittleren Bögen (IV-VI) beträgt jeweils 17 Meter. Anschließend folgen beiderseits je zwei Bögen mit 14 Metern lichter Weite. Richtung Süden folgen drei weitere Bögen und Richtung Norden ein weiterer Bogen mit einer lichten Weite von je 10 Metern. Der südlichste Bogen überspannt die Neupertstraße.